# منتخب فرنسا لكأس فيد
منتخب فرنسا لكأس فيد (بالفرنسية: Équipe de France de Fed Cup)‏ هو ممثل فرنسا الرسمي في كرة المضرب في كأس فيد.